# 爱尔兰义勇军
爱尔兰义勇军是愛爾蘭民族主義和共和主义者于1913年建立的準軍事組織，对标1912年成立的阿尔斯特志愿军。其成员来自蓋爾聯盟、古希伯尼安兄弟会（Ancient Order of Hibernians）、新芬黨和愛爾蘭共和兄弟會。到1914年中期，其人数已近20万，但当年9月因在约翰·雷德蒙支持英国参加一战一事上产生分歧，导致分裂，大部分人因此出走到支持雷德蒙的爱尔兰国民军（National Volunteers），而一小部分留下来继续维持义勇军，曾参加了复活节起义，但之后便没落，爱尔兰共和军、愛爾蘭國防軍由此诞生。